# Anders Lorichs
Anders Lorichs, född i Flensburg, död 1584 i Stockholm, var en tysk-svensk diplomat och hovjunkare.
Anders Lorichs var son till rådmannen i Flensburg Thomas Lorck. I ungdomen var han i kejsar Karl V:s tjänst men gick senare i fransk tjänst. Enligt obekräftade uppgifter skall han ha deltagit på fransk sida i fälttågen i Italien och Nederländerna 1555-1559. 1557 sändes han av Henrik II av Frankrike till Lübeck med uppgift att värva legoknektar, men arresterades året därpå. Senast 1562 trädde Anders Lorichs i dansk tjänst och användes i olika diplomatiska uppdrag, 1563 sändes han till Rostock, Dresden och Braunschweig och 1564 med brev till Filip II av Spanien och till Johan Fredrik av Pommern. Fredrik II av Danmark förlänade honom 1564 kanonikatgodsen under Roskilde domkyrka och 1565 fick han en kronogård vid Amagertorv i Köpenhamn. Anders Lorichs sändes i slutet av 1565 av Fredrik II till Frankrike för att värva trupper men lyckades inte utverka tillstånd för att verka där och föll i onåd hos den danske kungen, som tycks ha gett hans förläningar till en annan person. Åtminstone i oktober 1566 var han ännu trogen den danske kungen, men valde senare att följa ett kejserligt sändebud till Sverige. Han skall åtminstone en tid hållits fången av den misstänksamme Erik XIV men trädde efter tronskifte i tjänst 1568 som småsven och  från 1569 som hovjunkare hos Johan III. Våren 1571 sändes Anders Lorichs till Antwerpen för att hindra frigivandet av Enno Brandrøk, och sändes därefter till Polen, där han sedan med undantag för kortare avbrott kom att stanna som svenskt sändebud fram till början av 1580-talet. 
1581 kom Anders Lorichs att beskyllas för att ha inlett förrädiska förbindelser med Stefan Batory och haft för avsikt av med för svensk räkning värvade knektar erövra Narva åt Polen och hjälpa landet att ta över Reval. Pontus De la Gardie anlände till Estland för att ta kontroll över de knektar som Anders Lorichs då hade där förklarade han sig ha för avsikt att resa till Stockholm och försvara sig inför Johan III. Han valde i stället att fly till Danzig. Anders Lorichs kom även att anklagas för att ha underhandlat med den ryske tsaren om att göra Gustav Eriksson Vasa till svensk kung.
1583 besökte Lorichs flera av Europas främsta makthavare, Elisabet av England, Henrik III av Frankrike, Filip II av Spanien, påven Gregorius XIII och kejsar Rudolf. Johan III sände till England legater för att försöka på Lorichs utlämnad till Sverige, men hade då redan hunnit resa. 1584 lyckades sekreteraren Nils Rask som sänts ut av Johan III gripa Lorichs i en förstad till Danzig och föra honom till Sverige. Här dömdes han till döden, innan han lemmar krossats, tungan skurits ut och högra handen huggits av, innan han halshöggs. Anders Lorichs huvud fanns ännu 1605 kvar bland flera andra på en påle utanför Söderport.